# Яницький Віталій Анатолійович
Віталій Анатолійович Яницький (нар. 8 травня 1976, Одеса, УРСР) — український підприємець, венчурний інвестор, засновник логістичної групи PGK Groupe, компаній Label Groupe, Riva.ua, Omni Retail Ukraine, GOlab.

## Біографія
Народився 8 травня 1976 року в Одесі. 1996 року закінчив Одеський автодорожній технікум за спеціальністю «Експлуатація та ремонт підйомно-транспортних машин і устаткування». Після навчання працював барменом, 1998 року відкрив із партнером кафе «Авокадо», клуб «Шале» і мережу торгових точок.
З 1999 року навчався за фахом «фінансовий консультант» в угорській компанії Sinus Consulting, на базі страхових компаній AIG Life і Credit Suisse, що спеціалізуються на недержавних пенсійних фондах та страхуванні життя.
З 2001 працював у компанії «Мета життя фінансовий сервіс» Лукача Ковача.
2004 — співзасновник логістичної компанії «Поштово-вантажний кур'єр».
2008 — створив службу доставки Postman для дистанційної торгівлі.
2009 — відкрив мережу сервісних центрів «Точка», ці компанії увійшли до групи PGK Groupe.
2011 — з бізнес-партнером заснував Label Groupe, що спеціалізується в електронній комерції.
2013 — співзасновник венчурного фонду Bull Ventures.
2014 — продав бізнеси Postman, «Точка» та Star Express компанії Meest Group.
2015 — створив Riva.ua.
2016 — заснував компанію GOLab.
2017 — запустив платформу для розвитку бізнесу — проєкт OMNI CAMPUS на ВДНГ.
2018 — запустив Qub Events.
2020 — керівний партнер виконавчої ради компанії Meest. Наприкінці року завершує супровід угоди по продажу компанії Delfast, активи якої увійшли до проєкту Cooker.

## Бізнес проєкти

### Логістичний бізнес

#### PGK Groupe
У 2004 році разом з товаришем, керуючим партнером транспортної компанії «Укрексімтранс» Владиславом Семенченко, заснував компанію «Поштово-вантажний кур'єр». Товариш фінансував запуск компанії і мав 70 % в бізнесі, Яницький став керуючим партнером з часткою 30 %. Компанія працювала у В2В-сегменті і здійснювала доставку непродовольчих товарів для дистриб'юторів, оптових компаній, ритейлерів. Спочатку в компанії не було власного транспорту, а доставка вантажів здійснювалася за допомогою інфраструктури конкурентів. «ПГК» виступав офісом продажів і сервісним центром для клієнтів. На відміну від конкурентів, на той час у компанії був налаштований кол-центр, аккаунт-менеджмент і клієнтський сервіс. Перший операційний плюс компанія отримала в 2007 році. У 2007 році партнер вирішив вийти з бізнесу, Віталій Яницький взяв на себе зобов'язання в бізнесі і виплатив їх у 2008 році.
Згодом компанія відкрила 50 філій по Україні і обслуговувала близько 3000 клієнтів. У 2008 році компанію було перейменовано на «Кур'єр», а у 2014-му — на Star Express.
У 2008 році, коли ринок онлайн-торгівлі почав стрімко розвиватися, Віталій Яницький заснував службу доставки Postman. Партнером у цьому бізнесі став Геннадій Берест, співвласник компанії Media Market Group. Postman спеціалізувався на доставці кінцевому споживачеві, тобто працював у В2С-сегменті. Основними клієнтами стали косметичні компанії сегмента MLM (Oriflame, Mary Kay, Amway), а також інтернет-магазини (Rozetka, Le Boutique та інші). У 2009 році компанія стала лідером B2C-ринку адресної доставки в Києві, виконуючи до 50 000 замовлень щомісяця. У 2009 році Геннадій Берест вирішив вийти з бізнесу через кризу, і Віталій Яницький викупив частку Media Market Group за $100 000. У 2013 році флот компанії нараховував 300 власних автомобілів, географія доставки — 23 500 населених пунктів по Україні.
З метою подальшого розвитку ринку електронної торгівлі у 2009 році Віталій Яницький заснував мережу сервісних центрів видачі відправлень «Точка». У центрах «Точка» покупці могли оглянути товар, перш ніж оплатити його, приміряти одяг і відмовитися від покупки, якщо вона не підійшла, отримати кредит, зробити часткове або повне повернення товару. Також у сервісних центрах клієнтам надавали технічний сервіс із встановлення ПЗ, страхування товару, гарантійного обслуговування й ремонту техніки та електроніки. Спочатку у компанії «Точка» були відділення тільки в 5 містах-мільйонниках (Одеса, Львів, Донецьк, Дніпропетровськ, Харків). У 2013 році мережа вже нараховувала 27 сервісних центрів по Україні. До 2014 року компанія «Точка» обробляла 75 000 замовлень щомісяця.
У 2011 році Яницький запустив сервіс фулфілмента NRG (ноги-руки-голова), який надавав повний цикл послуг щодо роботи з товаром: приймання товару на кордоні, фулфілмент, кур'єрський агрегатор. Загальний річний оборот PGK Groupe (Star Express, Postman, «Точка», NRG, «Перша Вантажна») у 2013—2014 роках склав 400 млн грн.
У 2014 році через анексію Криму і війну на сході України бізнес Яницького зіткнувся з фінансовими і структурними труднощами. Автопарк був у лізингу у валюті, через втрату активів на Донбасі оборот бізнесу зменшився майже на 25 %, ще 25 % склало загальне падіння ринку в 2014 році. Тому Віталій Яницький прийняв пропозицію Ростислава Кісіля про злиття через продаж з логістичною компанією Meest Group. Сума угоди склала близько $5 млн, але свої фінансові зобов'язання покупець виконав не повністю. Решта проєктів групи «Кур'єр» та NRG також були продані стратегічним інвесторам наприкінці 2014 року. Віталій Яницький остаточно вийшов з логістичного бізнесу PGK Groupe у 2015 році, після завершення угоди з Meest Express. За підсумками 2015 року угода про злиття Міст Експрес із компаніями Postman, «Точка» і Star Express увійшла в топ-10 знакових угод за версією журналу «Forbes Україна».

#### Post.ua
У 2013 році Віталієм Яницьким була заснована компанія Post.ua, яка з кінця 2017 року почала активно працювати в сфері B2C-бізнесу. Компанія працює у Києві та області, і займається адресною доставкою товарів з інтернет-магазинів, зокрема LeBoutique, Citrus.ua, Repka та ін. У липні 2018 Fozzy Group купила кур'єрську службу Post.ua. На її основі Fozzy Group буде розвивати власного оператора доставки Justin.

### Електронна комерція і венчурний бізнес

#### Label Groupe
Під час знайомства на початку 2011 року та обговорення можливих спільних проєктів з засновником KupiVip Оскаром Гартманом, який створив ринок електронної комерції в Росії, Віталієм Яницьким були отримані цінні консультації та порада щодо перспективи розвитку ринку онлайн торгівлі.
2011 — у партнерстві з Владиславом Чечоткіним створив онлайн-проєкт Label.ua, у проєкті взяв участь Мауріціо Аскеро. Запуск проєкту планувався на весну 2012 року, але через обвинувачення «Розетки» у несплаті податків Віталій запустив проєкт у форматі закритого клубу.
2011 — заснував Label Groupe — групу компаній, що спеціалізується на сфері електронної комерції.

#### Bull Ventures
Венчурний фонд Flint Capital інвестував у Label Groupe $3,5 млн і отримав за це частку в розмірі 33 %. Завдяки інвестиціям e-commerce бізнес ріс великими темпами. У 2013 році щомісячний сумарний оборот бізнесів, які входили в Label Groupe, становив $1,1 млн. Інтернет-магазини групи щомісяця доставляли 15 000 замовлень.
За даними УАДМ, компанія займала 10 % українського ринку електронної комерції fashion-сегмента.
Як результат, була впроваджена система управління проєктами builder ventures, що забезпечила імпорт, дистрибуцію, склади, логістику, маркетинг, кол-центри, дизайн, програмне забезпечення. Восени 2013 року Віталій Яницький спільно з російським фондом Flint Capital заснували венчурний фонд Bull Ventures для розвитку e-commerce ринку країн СНД. Перший портфель інвестицій склав $10 млн, але через політичну ситуацію в Україні проєкт був припинений наприкінці 2013 року. Проєкти, що входили в Label Groupe, були частково продані, перепрофільовані або продовжили свій розвиток на ринках інших країн світу.

### LifeStyle та івент-бізнес

#### Omni Retails Ukraine
У 2013 році Віталій Яницький провів у Києві E-Commerce Expo, виставку і конференцію, присвячену онлайн-торгівлі у і технологіям для B2B- і B2C-сегментів. Виставку відвідало близько 3000 осіб, свої стенди виставили майже 50 компаній.

Яницький на Експо-2013

Цього ж року заснував премію Ukrainian E-Commerce Awards для нагородження представників ринку електронної торгівлі.
У 2016 році всі проєкти були об'єднані під брендом Ukrainian E-commerce Expert і передані керуючому партнеру Ірині Холод в управління та розвиток. Вони й сьогодні успішно продовжують працювати для розвитку українського ринку логістики та онлайн-торгівлі.

#### Riva
2015 року відкрив проєкт Riva Location на березі Дніпра в Києві. До проєкту входили кафе, яхт-клуб, дитячі школи гольфу, яхтингу, малювання для всієї родини та перший LifeStyle коворкінг у Києві. Влітку 2015 року в RIVA.UA було проведено 45 бізнес-івентів для провідних компаній зі світовими іменами.

### IT і технологічний бізнес, консалтинг

#### DVbank
У 2015 році за підтримки акціонера банку DVbank Сергія Горбачевського запустив технологічну платформу для e-com і фінтех-проєктів на базі банківської ліцензії
За рік були закладені підвалини для повного оновлення технологічної платформи банку і можливості масштабування будь-яких зовнішніх проєктів:
- API platform — інтеграція з фінтех-стартапами протягом місяця;
- Oracle Service Bus дозволив забезпечити стабільну роботу й можливість технологічного масштабування;
- CRM Dynamics;
- було відкрито мережу платіжних терміналів із сервісами поповнення карток і рахунків;
- створено клієнт-банк для бізнесу;
- створено мобільний банкінг для фізичних осіб.

На базі технологічної платформи API platform планувалося запустити перший мобільний банк в Україні GObank, але особисті плани Віталія змінилися, і в серпні 2016 року він вийшов з проєкту.

#### GOlab
У 2016 році Яницький, використовуючи накопичену експертизу в логістичному, e-commerce, та ІТ-бізнесі, заснував GOlab.
GOLab у партнерстві з компанією OMNIC впроваджує в корпораціях інновації, такі як ERP, CRM, Oracle Service Bus, WMS-системи, розробка маркетплейсів та API-платформ, SaaS-рішень, автоматизованих відділень, поштоматів для «Нової Пошти», фреш-боксів та іншого. Віталій Яницький виступає експертом з питань електронної комерції в Україні.

#### Omni Campus
У 2017 році брав участь у пілотному запуску проєкту для розвитку бізнесу — проєкт OMNI CAMPUS на ВДНГ.
Коворкінг, клубний офіс, зона навчання, зали для конференцій, оснащена зона відпочинку та кафе.

### Онлайн-супермаркет

#### Cooker
2020 — створив онлайн-супермаркет Cooker.